# Allomicrodesmus dorotheae
Allomicrodesmus dorotheae är en fiskart som beskrevs av Schultz, 1966. Allomicrodesmus dorotheae ingår i släktet Allomicrodesmus och familjen Xenisthmidae. Inga underarter finns listade i Catalogue of Life.